# Marquesado de Villanueva del Ariscal

Escudo de Villanueva del Ariscal, provincia de Sevilla.

El Marquesado de Villanueva del Ariscal es un título nobiliario español, creado por el rey Felipe IV en 1629, a favor de Leonor María Colón de Portugal y Portocarrero, hija de Nuño Álvarez Pereira Colón y Portugal, IV duque de Veragua y de su mujer Aldonza Portocarrero.
Este título fue anulado al cambiarse el 4 de septiembre de 1663, su denominación por el actual título de "Marquesado de Almonacid de los Oteros", por el mismo rey y para la misma titular.
Su denominación, hacía referencia a la localidad de Villanueva del Ariscal, provincia de Sevilla.
Actualmente no existe este título, por lo que es simplemente un título histórico.

## Marqueses de Villanueva del Ariscal
|                        | Titular                                       | Periodo                |
| Creación por Felipe IV | Creación por Felipe IV                        | Creación por Felipe IV |
| ---------------------- | --------------------------------------------- | ---------------------- |
| I                      | Leonor María Colón de Portugal y Portocarrero | 1629-1663              |
| Único titular          |                                               |                        |

## Historia de los marqueses del Ariscal
- Leonor María Colón de Portugal y Portocarrero, I marquesa de Villanueva del Ariscal, (sustituido este título por el de I marquesa de Amonacid de los Oteros).

1. Casó con Agustín Homodei (quién casó en segundas nupcias con María Pacheco). Sin descendientes.

En el título de marqués de Almonacid de los Oteros le sucedió el hijo de su esposo Agustín Homodei y la segunda esposa de este María Pacheco, Pedro Homodei y Pacheco, quién trasmitió el título a su hermano Carlos Homodei Lasso de la Vega y Pacheco y este al sobrino de su esposa Leonor de Moura y Corte-Real, IV marquesa de Castel-Rodrigo.